# Steven Hallard
Steven Leslie Hallard (* 22. Februar 1965 in Rugby, Warwickshire) ist ein britischer Bogenschütze.
Hallard trat bei vier Olympischen Spielen an. 1984 in Los Angeles wurde er im Einzel 21., was er bei den 1988 in Seoul wiederholte. 1992 erreichte er die beste Einzelplatzierung mit Rang 13; vier Jahre später in Atlanta enttäuschte er als 55. Mit der Mannschaft war er erfolgreicher und gewann 1988 und 1992 jeweils die Bronzemedaille. Hallard schoss für den Dunlop Archery Club. Bei den Weltmeisterschaften 1989 gewann er im Einzel die Silbermedaille.
Nach dem Ende seiner aktiven Karriere eröffnete er ein Geschäft für den Verkauf und die Vermietung von Bögen und Zubehör.